# Aeródromo Los Leones
El Aeródromo Los Leones (OACI: SCLO), es un terminal aéreo ubicado cerca de Puerto Guadal, Provincia General Carrera, Región de Aysén, Chile. Es de propiedad privada.